# Chipmunk Soul
Chipmunk Soul ist ein Produktionsstil der Hip-Hop-Musik, der während der früheren 2000er-Jahre kommerziell sehr erfolgreich war und den Eastcoast-Rap dieser Zeit prägt.
Statt der für den Hip-Hop üblichen Instrumental-Samples verwendet der Chipmunk Soul Vocalsamples, die oft bekannten Soul-Stücken entnommen sind und dann hochgepitcht und geloopt werden. Die Bezeichnung Chipmunk geht zurück auf David Seville, der die Technik der hochgepitchten Stimmen Ende der 1950er-Jahre sehr erfolgreich für die Zeichentrickserie Alvin und die Chipmunks einsetzte. Daran anschließend hat der The-Roots-Produzent Questlove den Begriff Chipmunk Soul für diese neue Form des Hip-Hop-Producing geprägt.
Vocalsamples fanden im Hip-Hop-Producing schon während 1990er-Jahre Verwendung, prominent etwa beim Wu-Tang-Clan-Mastermind RZA; die grundlegende Idee des Chipmunk Soul, Vocalsamples schneller (und damit auch höher) abzuspielen, kam jedoch erst Anfang der 2000er-Jahre mit der neuen New Yorker Produzentengeneration um Just Blaze, Kanye West und den Heatmakerz auf.
Eine der ersten kommerziell erfolgreichen Chipmunk-Soul-Produktionen war im Jahr 2002 die von Just Blaze produzierte Single Oh Boy des Harlemer Rappers Cam’ron. Oh Boy zeichnete sich durch das kongeniale Zusammenspiel der Produktion und der Raps aus und wurde schon bald zum Hip-Hop-Klassiker. Im Folgenden sorgte Cam’ron gemeinsam mit seiner Crew The Diplomats auf diversen Mixtapes und dem stilbildenden Album Diplomatic Immunity (2003), das diverse Produktionen von Just Blaze und den Heatmakerz enthält, für eine weitere Popularisierung des Produktionsstils. Ein weiterer Meilenstein ist schließlich das Kanye-West-Album The College Dropout aus dem Jahr 2004.